# 11378 Дорія
11378 Дорія (11378 Dauria) — астероїд головного поясу, відкритий 17 вересня 1998 року.
Тіссеранів параметр щодо Юпітера — 3,515.